# Xã Blue Mound, Quận Linn, Kansas
Xã Blue Mound (tiếng Anh: Blue Mound Township) là một xã thuộc quận Linn, tiểu bang Kansas, Hoa Kỳ. Năm 2010, dân số của xã này là 483 người.